# Juan Planas
Juan Planas Bennásar (Palma de Mallorca, 1956) es un poeta, escritor y crítico literario español. 

## Biografía
Cursó estudios universitarios en Valencia. Es uno de los poetas en lengua castellana más representativos de las islas Baleares. Publicó dos poemarios en los años 80 y, visto el panorama general, decidió ausentarse hasta que en marzo de 2003 abrió su blog La Telaraña, donde se gestaron -en vivo y en directo- sus obras Insomnios y Fuera del Tiempo. Ha colaborado en las revistas literarias Bajarí, Pliegos de Poesía, Teara, La Bolsa de Pipas, Luke, Casatomada, Agitadoras y Registros: revista cultural, entre otras. Trabajó como columnista de opinión y crítico literario en diversas cabeceras de la prensa escrita, como Diario de Mallorca, Baleares y El Mundo. También ha dirigido la revista Puertas Abiertas y la colección Los Digitales. En 2013 volvió a ausentarse hasta 2020 en que publicó, simultáneamente, dos obras: Arpas y laúdes y Cercandanza.

## Obra poética
- Hipertelía (Biblioteca Atlántida, Barcelona, 1982).
- Pasión impresa (Editorial Devenir, Barcelona, 1985).
- Insomnios (La Bolsa de Pipas, Palma de Mallorca, 2003).
- Fuera del tiempo -Ensayos Poéticos- (La Bolsa de Pipas, Palma de Mallorca 2004).
- Alrededores o la Mansión de las Luciérnagas (Calima Ediciones, Poesía, 2006).
- Los pliegues ocultos (Calima Ediciones, Territorios, 2006).
- Duellum (Editorial La Lucerna, Palma de Mallorca, 2006).
- El Bálsamo de la Indiferencia (Calima Ediciones, 2008).
- Tratado de las cosas sin nombre (Calima Ediciones, 2009).
- Los Lugares del Sitio (Editorial Poesía Eres Tú, 2011).
- El Árbol de Teneré (Calima Ediciones, 2012).
- Arpas y laúdes (Constelaciones. Òrbita Editorial, 2020).
- Cercandanza (Los papeles de Brighton, 2020).
- Biografía del Deseo - Poesía (1982-2009) Obras Completas Volumen I (Independently published, 2020).
- Biografía del Deseo - Prosa y prensa I. Obras Completas Volumen II (Independently published, 2020).
- Biografía del Deseo - Prosa y prensa II. Obras Completas Volumen III (Independently published, 2021).
- Biografía del Deseo - Poesía (2010-2022). Obras Completas Volumen IV (Independently published, 2022).
- Las piedras del águila (Ediciones La Lucerna, Fábulas, Palma de Mallorca, 2022).
- A la intemperie (Ediciones La Lucerna, Poesía, Palma de Mallorca, 2023).
- Los instantes del tiempo (Colección plaquettes nº1, Poesía, 2024).
- Muerte por agua y otros poemas (Colección plaquettes nº2, Poesía 2025).

Fuente: Diccionario de Autores de La Cátedra Miguel Delibes.

## Antologías y traducciones
- Poétes d’Espagne: Poésie du Silence, editada por Cahiers Bleus / Librairie Bleue (1992), traducción y selección de Marcel Hennart.
- 25 Poètes d´Espagne, en Inuits dans la jungle, Número 1. Editado por Le Castor Astral, In´Hui y Éditions Phi (2008), bajo la dirección de Jacques Darras y la traducción de Françoise Morcillo.
- La casa del poeta, antología de 108 poetas, editada por Sloper, 2007.
- Poetas maiorquines, editada por Cadernos de Traduçao / Instituto de Letras - UFGRS. Universidade Federal do Rio Grande do Sul- Brasil (2010).
- El Último Jueves - Poesía - 15 años on the road, editada por Ediciones Calima (2011).
- La sociedad del Asno Bermejo. Homenaje a Cristóbal Serra. Estudis Balearics (IEB) 104.
- Els Plecs Ocults, editada por Ediciones Calima (2012), traducción de Natàlia Rabassa y Anna Alsina.
- Paraula d’Auster, editada por Edicions Òrbita, (2020).
- Dieciséis de Brighton, antología editada por Los papeles de Brighton, (2023).

Fuente: Diccionario de Autores de La Cátedra Miguel Delibes.

## Premios
- 2009: Premio Asociación de Editores de Poesía por Tratado de las cosas sin nombre.[7]